# Collezione (Anna Oxa)
Collezione è un album della cantante italiana Anna Oxa, pubblicato nel 2001.

## Il disco
Nel 2001, dopo aver partecipato allo show Torno sabato con Giorgio Panariello, la Oxa presenta quest'album contenente l'inedito La panchina e il New York Times, riproponendo, oltre a Tutti i brividi del mondo del 1989, tutti i successi posteriori all'uscita delle due raccolte precedenti con l'esclusione di Donna con te, nonché due vecchi pezzi in versione live.

## Tracce
1. La panchina e il New York Times (Inedito) – 3:22
2. Io sarò con te – 4:18
3. L'immenso e il suo contrario – 4:38
4. Un'emozione da poco (Ivano Fossati-Guido Guglielminetti) – 4:29
5. L'eterno movimento (Laurex e Giuseppe Fulcheri) – 4:13
6. Pagliaccio azzurro (Live 2001) – 4:41
7. Fatelo con me (Live 2001) – 4:24
8. Spot – 4:57
9. Senza pietà (Alberto Salerno/Claudio Guidetti) – 4:42
10. Tutti i brividi del mondo – 4:50
11. Storie (Angelo Valsiglio e Fio Zanotti) – 4:29
12. Camminando, camminando – 5:00

## Classifiche
| Classifica (2001) | Posizione massima |
| ----------------- | ----------------- |
| Italia            | 48                |